# Phyllonorycter agilella
Phyllonorycter agilella là một loài bướm đêm thuộc họ Gracillariidae. Nó được tìm thấy ở Latvia và central Nga to Pyrenees, Ý và Bulgaria và from Pháp to miền đông Nga.
Ấu trùng ăn Ulmus glabra, Ulmus laevis và Ulmus minor. Chúng cuộn lá làm tổ. They create a lower-surface (but sometimes upper-surface), weakly folded tentiform mine. The folded side of the mine is whitish. The pupa is created in a very loose cocoon.